# Assagny Nationalpark
Assagny Nationalpark eller Azagny Nationalpark er en nationalpark der ligger i den sydlige del af Elfenbenskysten. Den ligger ved kysten omkring 75 km vest for Abidjan, mellem mundingen af Bandama-floden og Ébriélagunen, og har et areal  på omkring 170 km2.

## Beskrivelse
Assagny Nationalpark ligger i Elfenbenskysten ud til Guineabugten. Mod vest ligger Bandamafloden og mod øst Ébriélagunen, hvor parken gennemløbes af den sejlbare Asagni-kanal, som forbinder de to. Parken er omgivet af lidt højere terræn og består af et bredt, ofte vandfyldt bassin, hvor vandstanden svinger. Klimaet her er vådt hele året rundt, med en gennemsnitlig nedbør på 2.300 mm. Omkring to tredjedele af parken består  mangrovesumpe, og der er desuden en del fugtig skov og kystnære savanne. Parken har potentiale for turisme.

## Flora
Den primære skov er domineret af Nauclea diderrichii, Berlinia occidentalis, Strombosia pustulata, Scottellia klaineana, Lovoa trichilioides, Gilbertiodendron preussii, Discoglypremna caloneura, Parinari excelsa, Guarea cedrata , i papyreveryenphordonia., Tieghemella heckelii, Klainedoxa gabonensis, Lannea welwitschii og Heritiera utilis. De vigtigste træer i sumpene, er Rhizophora racemosa og Avicennia germinans, og  mange palmearter, herunder Phoenix reclinata, Borassus aethiopum og Raphia. Der er også en række sumpvegetationer, bl.a. Echinochloa pyramidalis. Savanneområderne er fhpvedsageligt dækket af græsset Imperata cylindrica.

## Fauna
Der er elefanter, chimpanser og mange  abearter i skovene, såvel som busksvin og rødbøfler. Alle tre arter af vestafrikansk krokodille forekommer her, Crocodylus niloticus, Crocodylus palustris og Crocodylus cataphractus, men kun i små bestande. Den vestafrikanske manat forekommer i Ébriélagunen. Et forsøg på at øge antallet af hvidbrynet dykkerantilope i parken var mislykket på grund af  angreb fra pytonslanger.
Parken er et vigtigt levested for vadefugle og blev anerkendt som sådan, da den  i 1996 blev et Ramsarområde. Nogle bemærkelsesværdige fuglearter omfatter kohejrer, silkehejren, fiskehejren, nathejre og vandrefalk. BirdLife International anerkender parken som værende et vigtigt fugleområde (IBA).